# Ferrocarril industrial

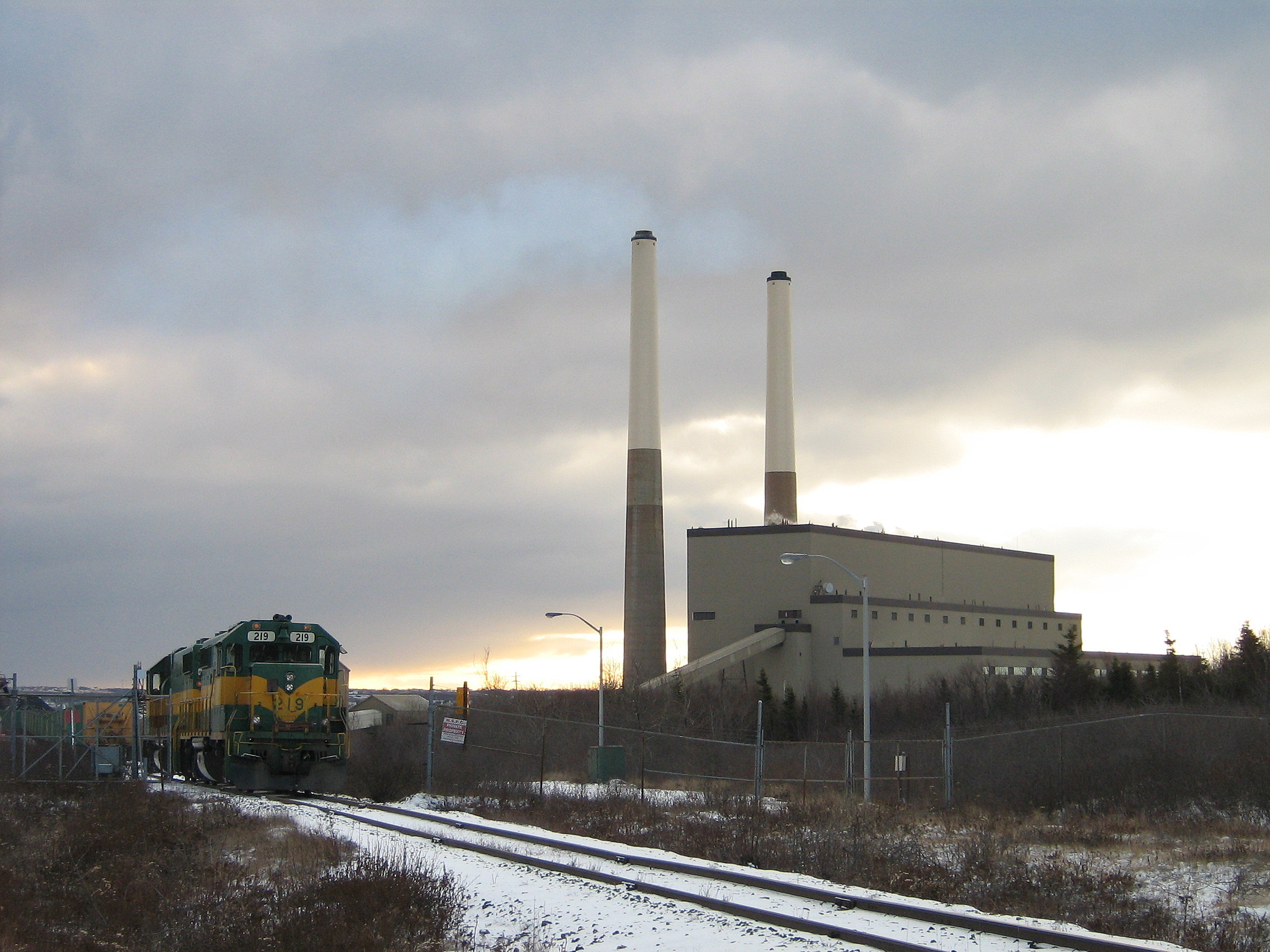
Dos locomotoras GP38-2 del Sydney Coal Railway dejan la Lingan Generating Station después de descargar carbón en Nueva Escocia.

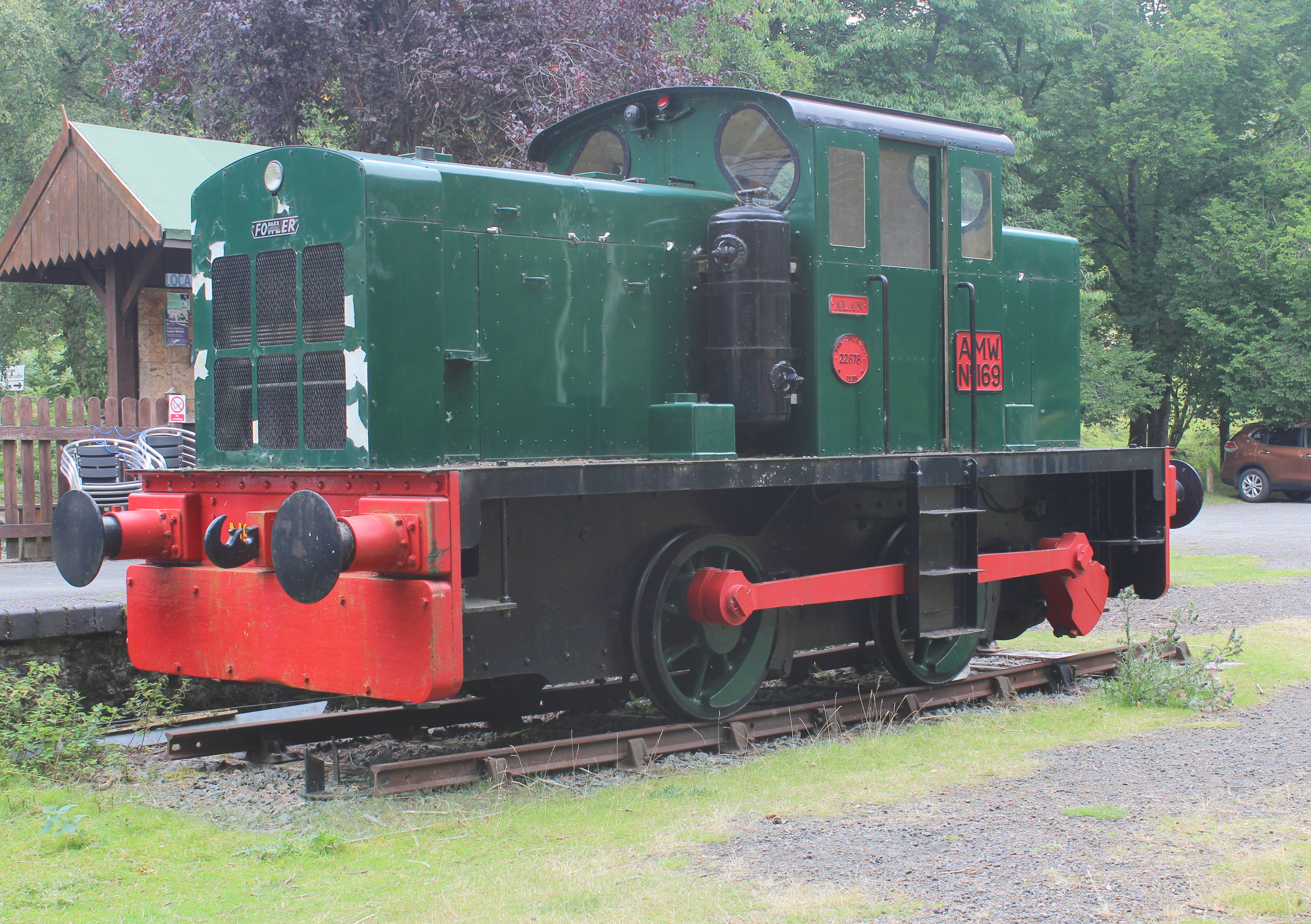
Locomotora diesel industrial británica (1939) utilizada para la producción en tiempos de guerra.

Un ferrocarril industrial es un tipo de ferrocarril, usualmente privado, que no está disponible para el transporte público y es usado exclusivamente para servir una industria particular, logística o un sitio militar. En las regiones del mundo influenciadas por la cultura y las prácticas del los ferrocarriles británicos, a menudo se lo denomina tramway (el cual es diferente de los tranvías, un transporte público).[cita requerida] Los ferrocarriles industriales pueden estar enlazados a la red ferroviaria pública por medio de un desvío, estar aislados (a veces muy lejos del ferrocarril público o carreteras), o estar ubicados completamente dentro de la propiedad en la que operan.